# 基多审问院
基多审问院是西班牙帝國設立的一个皇家审问院，基多审问院对現今厄瓜多尔、秘鲁北部部分地区、哥伦比亚南部部分地区和巴西北部部分地区拥有政治、军事和宗教管辖权。1563年8月29日，西班牙國王腓力二世下令成立基多审问院。 1822年，基多审问院管轄地區并入大哥倫比亞。